# اسپروزتون
اسپروزتون (به انگلیسی: Sprowston) یک روستا و محله مدنی در بریتانیا است که در Broadland واقع شده‌است. اسپروزتون ۹٫۴۶ کیلومتر مربع مساحت و ۱۴٬۶۹۱ نفر جمعیت دارد.